# Chuluota
Chuluota ist  ein census-designated place (CDP) im Seminole County im US-Bundesstaat Florida mit 2.524 Einwohnern (Stand: 2020).

## Geographie
Chuluota grenzt im Westen direkt an die Stadt Oviedo und liegt rund 20 km südöstlich von Sanford sowie etwa 25 km nordöstlich von Orlando.

## Demographische Daten
Laut der Volkszählung 2010 verteilten sich die damaligen 2483 Einwohner auf 837 Haushalte. Die Bevölkerungsdichte lag bei 528,3 Einw./km². 91,3 % der Bevölkerung bezeichneten sich als Weiße, 1,9 % als Afroamerikaner, 0,4 % als Indianer und 2,2 % als Asian Americans. 2,1 % gaben die Angehörigkeit zu einer anderen Ethnie und 2,2 % zu mehreren Ethnien an. 10,6 % der Bevölkerung bestand aus Hispanics oder Latinos.
Im Jahr 2010 lebten in 37,9 % aller Haushalte Kinder unter 18 Jahren sowie 17,6 % aller Haushalte Personen mit mindestens 65 Jahren. 74,2 % der Haushalte waren Familienhaushalte (bestehend aus verheirateten Paaren mit oder ohne Nachkommen bzw. einem Elternteil mit Nachkomme). Die durchschnittliche Größe eines Haushalts lag bei 2,76 Personen und die durchschnittliche Familiengröße bei 3,11 Personen.
27,0 % der Bevölkerung waren jünger als 20 Jahre, 27,3 % waren 20 bis 39 Jahre alt, 33,2 % waren 40 bis 59 Jahre alt und 12,4 % waren mindestens 60 Jahre alt. Das mittlere Alter betrug 37 Jahre. 49,2 % der Bevölkerung waren männlich und 50,8 % weiblich.
Das durchschnittliche Jahreseinkommen lag bei 63.535 $, dabei lebten 9,9 % der Bevölkerung unter der Armutsgrenze.
Im Jahr 2000 war Englisch die Muttersprache von 94,29 % der Bevölkerung und Spanisch sprachen 5,71 %.